# Герб Покровська
Герб Покровська — офіційний символ міста Покровськ. Затверджений 30 липня 2020 року рішенням сесії міської ради.

## Опис
"На лазуровому щиті із чорним тонким вигнутим підніжжям, обтяженим двома золотими шаблями вістрям додолу, складеними в косий хрест, - срібна ластівка, що летить із гілочкою в дзьобі, супроводжувана зверху срібним Покровом Пресвятої Богородиці із золотим козацьким хрестом та срібною будівлею вокзалу із золотим дахом та лазуровими вікнами із золотою нитяною облямівкою, що спирається на підніжжя."

## Символізм
Покров Пресвятої Богородиці символізує розраду і спасіння від бід та страждань, захист, заступництво українського козацтва та назву міста Покровськ.
Ластівка символізує добру новину, щастя, надію, новий початок, відродження та схід сонця. Крім того ластівка згадується в «Щедрику» Миколи Леонтовича.
У нижній частині щита розташоване стилізоване зображення найвидатнішого об'єкта міста — залізничного вокзалу срібного кольору. Вокзал — символ заснування міста і залізниці, з якої починається його історія. Прозорі вікна символізують відкритість міста, а відкриті (прозорі) ворота є символом «західних воріт Донеччини».
Чорне вигнуте підніжжя символізує українську землю, багату на чорнозем та вугілля. Форма символізує Донецький кряж (пагорби) та старовинні кургани як історичний багатовіковий спадок наших попередників.
Золоті перехресні шаблі поверненні донизу, символізують ратну доблесть наших предків та козацький спадок, готовність захищати свої землі, а не нападати самим.
Герб міста обрамлений золотим картушем в традиційному стилі для української геральдики. Картуш увінчано срібною мурованою короною.
Під гербом розміщена золота стрічка з синім написом "Покровськ".

## Критика
Офіційний герб міста Покровськ помилково увінчаний золотою мурованою короною. Згідно з рекомендаціями Українського геральдичного товариства, золота корона може бути застосована тільки для міст зі спеціальним статусом - Київ та Севастополь. Герби решти міст мають бути увінчані срібною мурованою короною.

## Історія

### Радянський проєкт

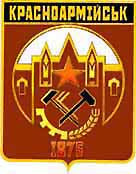
Радянський проєкт

Проєкт герба міста з'явився ще 1988 року. Проте невідомо, чи був він тоді затверджений. Перший герб Покровська був затверджений 22 серпня (22 вересня) 1993 року:
"На червоному щиті золотий стилізований контур будівлі з трьома вежами і чорними вікнами, вписаний в нитяне золоте коло, на середній вежі - червона зірка із золотою облямівкою, на фронтоні розвідний ключ і гірничний молоток в косий хрест, супроводжувані внизу півколом із золотих шестерні і колоска."

### Герб 2009 року

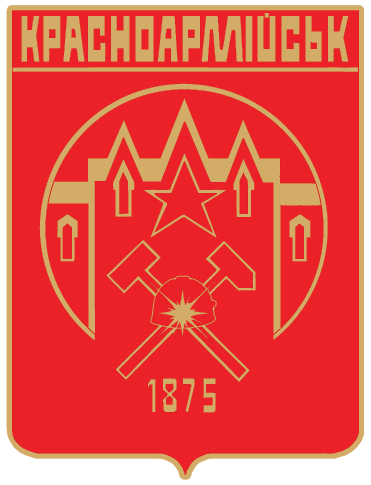
Герб 2009 року

22 квітня 2009 року рішенням сесії міської ради був затверджений герб, який повністю ґрунтується на своєму попереднику. Було змінено лише декілька елементів:
"У червоному щиті золоте розімкнене знизу кільце, в яке вписаний золотий силует міського вокзалу, обтяжений наскрізною золотою п'ятикутною зіркою, що супроводжується знизу золотими залізничним ключем і молотом, покладеними в косий хрест, поверх яких чорна шахтарська каска із золотою зіркою. Знизу кільце супроводжується золотими літерами "1875"."

### Герб 2017 року
4 серпня 2017 року був затверджений новий герб Покровська, який був ідентичним до герба затвердженого пізніше у 2020, за винятком зображення ластівки.
Ластівка на гербі 2017 року летіла вгору, а 2020 року зображення ластівки було запозичено з сухарниці родини Леонтовичів.